# Coopérative
Une coopérative est la combinaison d'un regroupement de personnes et d'une entreprise fondée sur la participation économique de ses membres, en capital et en opérations. Elle se différencie de l'entreprise capitaliste par son mode démocratique de prise de décisions qui repose sur le principe « une personne = une voix » au lieu de reposer sur la proportion du capital détenu.

## Principes
Son organisation et son fonctionnement sont caractérisés par des principes et des valeurs qui confèrent à chaque coopérative un caractère universel, quel que soit son objet ou son secteur d'activité. Une partie de ces principes et valeurs, comme la démocratie à travers l'égalité de voix entre les membres, est traduite en norme juridique.
L'identité coopérative s'identifie par sept principes de coopération. Ainsi, pour les prises de décision, elle repose sur le principe démocratique « une personne = une voix » qui devra élire un conseil d'administration qui nommera un directeur général. Les salariés et les membres-usagers sont ainsi tous égaux en droit.

## En France
En France, les coopératives font partie de l’économie sociale et solidaire au même titre que les mutuelles et certaines associations et entreprises sous statut commercial ayant la qualité d'« entreprise de l'Économie sociale et solidaires » au sens de la Loi n° 2014-856 du 31 juillet 2014 relative à l'économie sociale et solidaire,.

« Une coopérative est une association autonome de personnes volontairement réunies pour satisfaire leurs aspirations et besoins économiques, sociaux et culturels communs au moyen d’une entreprise dont la propriété est collective et où le pouvoir est exercé démocratiquement. »

— Alliance coopérative internationale
Elle se distingue en cela de l'association à but non lucratif dont le but est moins lié aux activités économiques et de la société commerciale qui établit une distinction entre ses associés et ses clients ou usagers. Elle se distingue également de la mutuelle par son statut juridique.
Selon une estimation actualisée publiée en 2017 « au moins 279,4 millions de personnes à travers le globe » travaillent dans une coopérative ou pour une coopérative, soit « 9,46 % de la population active mondiale ».

## Histoire
Au Moyen Âge, des regroupements à des fins communes se développent. Des exemples comprennent des associations funéraires, destinées à assurer des funérailles décentes à leurs membres, ou une coopérative chargée de l'entretien d'une digue. Dans le domaine minier, les confréries minières se sont formées (comme à Goslar). Dans les Alpes, des paysans se regroupent en corporation car les améliorations apportées à l'exploitation des alpages nécessitent une action collective. La coopérative régit l'utilisation collective des pâturages et des alpages et restreint la vente des biens communs.

### Chronologie
- Vers 1800, Robert Owen crée le premier magasin coopératif à New Lanark en Écosse,
- En 1835, Michel-Marie Derrion crée la première épicerie sociale, coopérative, à Lyon[7],
- En 1844, est créée Équitables Pionniers à Rochdale en Angleterre,
- En 1847, Friedrich Wilhelm Raiffeisen crée une boulangerie coopérative en Allemagne,
- En 1884, naît la Chambre consultative des associations ouvrières de production, l'ancêtre de la Confédération générale des SCOP,
- En 1895, l'identité coopérative est déclarée par l'Alliance coopérative internationale (ACI),
- En 1901, la liberté d'association est définie en France,
- En 1947, le statut de la coopération est défini en France.

- En 1966, l'Organisation internationale du travail adopte une recommandation sur les coopératives pour les pays en voie de développement[8].
- En 1995, l'ONU proclame la journée internationale des coopératives, célébrée chaque année le premier samedi de juillet, et ce depuis 1923 par l'ACI[9].
- Depuis 2002, l'Organisation internationale du travail (OIT) recommande la structuration coopérative des entreprises pour le travail décents[10].
- 2012 est l'année internationale des coopératives[11],[12],[13],[14], ce qui a donné lieu notamment au premier Sommet international des coopératives au Québec[15].

### XIXesiècle: construction de l'identité coopérative

#### Analyse de Karl Marx à propos des coopératives ouvrières
Karl Marx s'est intéressé au mouvement coopératif ouvrier, y voyant une potentielle brèche destructive à l'intérieur du système capitaliste, remettant en cause en parti ce mode de production. Le capitalisme produit donc indirectement des brèches potentiellement anticapitalistes : 
Même les fabriques coopératives créées par les ouvriers sont destructives de l'ancienne forme, bien que leur organisation doive nécessairement reproduire partout tous les défauts du système existant. Elles suppriment cependant l'antagonisme entre le capital et le travail, étant donné que les ouvriers y sont eux-mêmes capitalistes et y appliquent les moyens de production à la mise en valeur de leur propre capital. Elles montrent comment, à un stade déterminé du développement des forces productives et des formes de production que la société y fait correspondre, un mode de production doit naturellement donner naissance à un autre. Sans la fabrique capitaliste la fabrique coopérative n'aurait pas pu se développer. Et de même le système capitaliste du crédit lui a été nécessaire, car celui-ci n'est pas seulement la base principale de la transformation de l'entreprise capitaliste privée en société capitaliste par actions, mais également un moyen de développement des entreprises coopératives. Les sociétés capitalistes par actions sont, comme les fabriques coopératives, des formes intermédiaires de la transformation de la production capitaliste en production associée, seulement les unes résolvent l'antagonisme entre le capital et le travail négativement et les autres positivement.
Les coopératives peuvent être un point d'appui pour la révolution communiste, à condition également que le mouvement ouvrier ait une conscience révolutionnaire plus large et radicale :
Nous reconnaissons le mouvement coopératif comme une des forces transformatrices de l'actuelle société, fondée sur l'antagonisme des classes. Son grand mérite est de montrer pratiquement que le système actuel de subordination du travail au capital, despotique et paupérisateur, peut être supplanté par le régime républicain et fécond de l'association de producteurs libres et égaux.

Mais le système coopératif restreint aux formes minuscules issues des efforts individuels des esclaves salariés est impuissant à transformer par lui-même la société capitaliste. Pour convertir la production sociale en un large et harmonieux système de travail coopératif, des changements généraux sont indispensables. Ces changements ne seront jamais obtenus sans emploi des forces organisées de la société. [...] Nous recommandons aux ouvriers d'encourager la coopérative de production plutôt que la coopérative de consommation, celle-ci touchant seulement la surface du système économique actuel, l'autre l'attaquant dans sa base,.

### XXIesiècle: une structuration du travail recommandée par l’OIT
L’Organisation internationale du travail (OIT) recommande depuis 2002 la structuration coopérative du travail.
La recommandation de l'OIT sur la promotion des coopératives a été adoptée le 20 juin 2002 par la Conférence générale et commence par rappeler « le principe inscrit dans la Déclaration de Philadelphie selon lequel « le travail n'est pas une marchandise ». » S'ensuit :
- L'article I.1 statue qu'« il est reconnu que les coopératives opèrent dans tous les secteurs de l'économie. La présente recommandation s'applique à toutes les catégories et formes de coopératives. »
- L'article I.2 définit le terme « coopérative » en utilisant la définition de la Déclaration sur l'identité coopérative.
- L'article I.3 statue que « la promotion et le renforcement de l'identité des coopératives devraient être encouragés. »

Cette Recommandation a été votée par les trois parties constituantes et a bénéficié d’un des plus forts taux de voix jamais atteints.
L'OIT continue de promouvoir les coopératives, notamment par la voix de son secrétariat général :
« Les coopératives jouent un rôle important dans la réduction de la pauvreté et contribuent à la mise en œuvre du programme de l'OIT en faveur du travail décent. »
« les coopératives ont un rôle d'émancipation en permettant aux couches les plus pauvres de la population de participer aux progrès économiques. Elles offrent des possibilités d'emploi à ceux qui ont des compétences, mais peu ou pas de capital et assurent protection en organisant l'assistance mutuelle au sein des communautés. »

## Différentes formes de coopératives
La forme coopérative n'est pas une forme homogène, mais est un principe revêtant plusieurs formes qui se distinguent par leur statut juridique ou la nature de leurs sociétaires (consommateurs, producteurs, clients, salariés...),.

### Coopératives d’utilisateurs ou d’usagers
Les utilisateurs des biens et des services produits sont les décideurs. On parle donc ici de :
- Coopératives de consommation : En France ces coopératives sont peu développées par rapport à d'autres pays, tel que la Suisse. Néanmoins, elle représente 2,7Md euros de CA en 2008 autour des magasins Coop et anciennement la Camif. Ces coopératives sont présentes dans le domaine des services, comme l'hébergement internet avec Ouvaton.
- Coopératives scolaires,
- Copropriétés coopératives,
- Coopératives HLM avec près de 50 % de la production HLM en accession sociale à la propriété. Voir la Fédération nationale des sociétés coopératives d'HLM.

### Banques coopératives
On parle ici des banques où les clients sont associés, autrement dit les déposants ou emprunteurs sont les sociétaires. C'est le même système que pour les assurances mutuelles. Pour ne citer qu'eux, c'est le cas du Crédit agricole, du Crédit mutuel, du Crédit coopératif, de la Caisse d'épargne, de la Banque populaire, de la Banque Raiffeisen au Luxembourg et des Caisses Desjardins au Québec. Cela représente en 2008, 20 millions de sociétaires, 320 000 salariés, 53 milliards euros de chiffres d'affaires pour 60 % de la banque de détail.
Les rémunérations des dirigeants des banques coopératives sont globalement plus faibles que dans les autres établissements bancaires capitalistes en France. Cependant, « elles restent particulièrement élevées : 600 000 euros pour les présidents, 1 million d’euros pour les directeurs généraux. Par ailleurs, le « coût » (jetons de présence) d’un conseil d’administration national de banque coopérative est supérieur à celui des banques capitalistes. ». Dès lors, « le principe d’économie sociale de gestion à caractère désintéressé des dirigeants élus, président et administrateurs, n’est pas respecté. » Néanmoins pour les non dirigeants, l’amplitude de variation des salaires est plus réduite que dans les autres établissements et c’est vrai même pour les cadres, moins nombreux que dans les banques capitalistes.
Cette forme bancaire montre régulièrement qu'elle n'évite pas les dérives,,.
À titre d'exemple, en avril puis de nouveau en juillet 2014, BPCE est pointé pour ses « pratiques infractionnistes » en matière de durée du travail, en raison du manque de mesure des temps de repos des salariés.

### Assurances coopératives
Au sein d'une assurance coopérative, dite mutuelle (Macif, MAIF, GMF), le client est sociétaire. C'est-à-dire qu'il possède des parts sociales de la société comme tous les autres clients. Il a donc la possibilité de participer à la gestion et la stratégie de sa mutuelle en participant tous les ans aux Assemblées générales.

### Coopératives d’entreprises
Ce sont les différents entrepreneurs de différentes tailles qui s'associent en forme coopérative.
- Coopératives agricoles : Comme les groupes Invivo (Gamm Vert), Terrena (Paysan breton, Gastronome), Tereos (Béghin Say), Sodiaal (Candia, RichesMonts, Yoplait), etc. Cela représente 40 % de l'agroalimentaire en France, 75 % des agriculteurs membres d'au moins une coopérative, 80 Md euros de chiffre d'affaires et 150 000 salariés.
- Coopératives forestières : voir à Coopératives agricoles
- Coopératives maritimes
- Coopératives d’artisans, 10 % des artisans pour 1 Md euros de CA.
- Coopératives et groupements de transporteurs
- Coopératives de commerçants : On parle aussi de « commerces associés ». C'est un gros marché qui représente près de 30 % du commerce au détail en France, pour près de 117 milliards d'euros de chiffre d'affaires. Il existe des réseaux de distribution s’adressant aux particuliers : par exemple E. Leclerc système U, et d’autres réservés aux professionnels : comme Promodis dans le secteur agricole.

### Coopératives de production
Dans une coopérative de production, les salariés sont sociétaires. Juridiquement, il s'agit de sociétés coopératives de forme SA, SARL ou SAS. En France, il existe en existe différents types : 
- Société coopérative et participative (Scop) : c'est le statut le plus répandu, dans lequel seuls les salariés sont sociétaires. En 2022, elles sont au nombre de 2 606, représentant 58 137 employés sociétaires[29]. Ce statut concerne par exemple l'entreprise de câblage Acome ou le Groupe Chèque Déjeuner.

- Société coopérative d'intérêt collectif (SCIC). Dans cette forme, les salariés ne sont pas les seuls sociétaires. Ils décident aux côtés d'autres associés, selon les cas : clients, fournisseurs, collectivités territoriales, bénévoles, etc. En 2022, ce statut concerne 1359 Scic en activité[29].

Les coopératives se distinguent par une prise de décision collective, le sentiment de travailler pour soi et non pour des actionnaires et l'absence de hiérarchie formelle.

### Plateformes coopératives
Au XXIe siècle, dans un contexte de croissance dans la connectivité à Internet, de plus en plus de sociétés ont bénéficié des plateformes informatiques en ligne pour l'externalisation (outsourcing) de leurs processus d'affaires. Ces plateformes ont le potentiel de permettre aux travailleurs de ne plus avoir recours à des intermédiaires pour l'affichage et le commerce de biens et de services. Cela en mettant les utilisateurs directement en contact avec des partenaires économiques.
Cependant, lorsqu'il s'agit de l'externalisation du travail, ces plateformes ont été critiquées pour l'évasion des protections de travail. Étant donné que les utilisateurs des plateformes à des fins de travail sont considérés comme étant des auto-entrepreneurs, des protections qui sont normalement applicables à des salariés d'une entreprise, telles que le salaire minimum ou la protection sociale, ne sont pas appliquées dans leur cas.
Le mouvement du coopérativisme des plateformes encourage la création de coopératives où les plateformes sont gérées par ses utilisateurs de manière démocratique. La structure coopérativiste pourrait permettre une régulation économique et sociale des plateformes grâce à la transparence des transactions et au contrôle par les utilisateurs membres. Du point de vue des travailleurs du numérique, étant donné qu'ils seraient membres de la structure coopérative, ils pourraient avoir accès à des salaires plus justes, une protection sociale et une voix dans la gestion de la plateforme. Au lieu d'être un système en concurrence avec les plateformes capitalistes, les plateformes coopératives pourraient coexister avec elles dans un système mixte.

### Coopérative d'habitants
La coopérative d'habitants a été recréée dans la loi ALUR (Accès au Logement et Urbanisme Rénové) de 2014 article 47
« Art. L. 201-1.- Les sociétés coopératives d'habitants sont des sociétés à capital variable régies, sous réserve des dispositions du présent chapitre, par le chapitre Ier du titre III du livre II du code de commerce et par les titres Ier, II, II ter, III et IV de la loi n° 47-1775 du 10 septembre 1947 portant statut de la coopération. Elles peuvent être valablement constituées sous les différentes formes prévues par la loi. 
« Art. L. 201-2.- Elles ont pour objet de fournir à leurs associés personnes physiques la jouissance d'un logement à titre de résidence principale et de contribuer au développement de leur vie collective dans les conditions prévues au présent article. Pour cela elles peuvent : 
« 1° Acquérir un ou plusieurs terrains ou des droits réels permettant de construire ; 
« 2° Construire ou acquérir des immeubles à usage principal d'habitation destinés à leurs associés ; 
« 3° Attribuer la jouissance de ces logements à leurs associés personnes physiques au moyen du contrat coopératif mentionné à l'article L. 201-8 ; 
« 4° Gérer, entretenir et améliorer les immeubles mentionnés au 2° du présent article ; 
« 5° Entretenir et animer des lieux de vie collective ; 
« 6° Offrir des services à leurs associés et, à titre accessoire, à des tiers non associés. 
Il est toutefois possible de créer des sociétés sous la loi général sur les coopératives de 1947 dont l'objet social est la rénovation ou construction de logements pour leurs membres.

## Coopératives en France
En 2016 en France, 23 000 entreprises coopératives pèsent 317 milliards d'euros de chiffre d’affaires. Elles emploient, directement et indirectement, plus d’un million de personnes. En France, une personne sur trois est membre d’une ou plusieurs coopératives. À elles seules, les 100 premières entreprises coopératives représentent un chiffre d’affaires cumulé de 240,5 milliards d'euros. Les entreprises coopératives sont des acteurs économiques incontournables. Coop FR est l'organisation représentative des entreprises coopératives en France.
Le taux de pérennité des coopérative en France est plus élevé que celui des entreprises conventionnelles.

### Règles de fonctionnement
Les coopératives sont soumises en France à la loi du 10 septembre 1947 portant statut de la coopération, ainsi qu'à d'autres lois et décrets concernant spécifiquement les différentes catégories de coopératives.
Elles font l'objet, à intervalles réguliers, d'une « révision coopérative », c'est-à-dire un audit qui tend à vérifier que l'entreprise respecte toujours les principes coopératifs. Assurée par un réviseur agréé, la révision coopérative examine également la gestion technique, administrative, financière et sociale de la coopérative.

## Coopératives dans le monde
L’Alliance coopérative internationale définit une coopérative comme « une association autonome de personnes volontairement réunies pour satisfaire leurs aspirations et besoins économiques, sociaux et culturels communs au moyen d'une entreprise dont la propriété est collective et où le pouvoir est exercé démocratiquement ». Selon l'ICA, un milliard de personnes sont membres de coopératives dans plus de 90 pays, soit plus de 12 % de la population mondiale, un million de coopératives dans le monde employant 100 millions de personnes en 2012.
Les plus grands groupes coopératifs / mutualistes (les 300 plus grandes ayant généré en 2008 un chiffre d’affaires cumulé de 1 100 milliards de dollars) sont :
- Le groupe Mondragon (1956), qui a des activités de production, de crédit, d'enseignement et de recherche, situé dans le Pays basque espagnol (218 entreprises et 71 000 salariés, dont une moitié sont également sociétaires). Elle produit en particulier de l'électroménager sous la marque Fagor ;
- Le groupe Raiffeisen, d'origine allemande, implanté largement en Allemagne, Autriche, Benelux, Suisse et maintenant en Europe de l'Est. Son activité concerne notamment l'agriculture et la banque et les sociétaires sont essentiellement les utilisateurs ;
- Le Crédit agricole (1894), 2 540 caisses locales, 6,5 millions de sociétaires et 32 000 administrateurs, la plus grande organisation coopérative en France.
- Les coopératives Migros (1925) et Coop, respectivement 1er et 2e plus grands distributeurs suisses dans le commerce de détail.
- Edeka Zentrale AG (1898) en Allemagne.
- Nonghyup, 1961, fédération de coopératives agricoles en Corée du Sud.

| Continent | Pays             | Région                 | Nombre d'entreprises coopératives | Nombre de salariés                    | Nombre de sociétaires                                                       |
| --------- | ---------------- | ---------------------- | --------------------------------- | ------------------------------------- | --------------------------------------------------------------------------- |
| Amériques | Canada           |                        | 2 000                             | 155 000                               | 9 000 000                                                                   |
| Amériques | États-Unis       |                        | 30 000                            | 2 000 000                             | 350 000 000                                                                 |
| Amériques | Colombie         |                        | 8 124                             | 697 000 (3,65% pop. active)           | 4 800 000 (10,6 % population)                                               |
| Amériques | Total            |                        |                                   |                                       |                                                                             |
| Europe    | Allemagne        |                        | 9 000                             | 830 000                               | 22 271 000                                                                  |
| Europe    | Belgique         |                        | 1 553 en 2001                     | 19 607                                | 3 598 600                                                                   |
| Europe    | Espagne          |                        | 27 000                            |                                       | environ 4 500 000                                                           |
| Europe    | France           |                        | 21 000                            | environ 1 000 000 (3,5 % pop. active) | Plus de 23 000 000                                                          |
| Europe    | France           | total des SCOP et SCIC | 1 950 SCOP                        | 40 000                                |                                                                             |
| Europe    | Finlande         |                        | 1 664                             | 67 000                                | 2 337 000                                                                   |
| Europe    | Italie           |                        | 70 400                            | Plus d'1 000 000 (5 % pop. active.)   | 13 063 419                                                                  |
| Europe    | Pays-Bas         |                        | 2 775                             |                                       |                                                                             |
| Europe    | Royaume-Uni      |                        | 2 191                             | 9 547 000                             | 97 954                                                                      |
| Europe    | Union européenne |                        | 300 000                           | 2 300 000                             | 140 000 000                                                                 |
| Europe    | Suisse           |                        | 9 980                             | 133 449 ETP                           | Selon les coopératives entre 9600 et plus de 2 500 000, (28,8 % population) |
| Total     |                  |                        |                                   |                                       |                                                                             |
| Asie      | Indonésie        |                        |                                   | 288 589                               | 80 000 000 (27,5 % population)                                              |
| Asie      | Inde             |                        |                                   |                                       | 230 000 000                                                                 |
| Asie      | Iran             |                        | 130 000                           | 1 500 000                             | 23 000 000 (33 % population)                                                |
| Total     |                  | 250 000                | 5 400 000                         | 160 000 000                           |                                                                             |
| Total     |                  |                        |                                   | plus de 100 000 000                   | 800 000 000                                                                 |

En Europe, voir aussi le tableau synthétique du rapport du CSC, 2000